# フェリーあざれあ
フェリーあざれあは、新日本海フェリーが運航していたフェリー。

## 概要
ニューはまなす、ニューしらゆりの代船として、石川島播磨重工業東京工場で建造され、フェリーしらかばとともに1994年に新潟港-小樽港航路に就航した。就航時は総トン数、最大幅ともに日本最大であった。2002年のらいらっく、ゆうかりの就航により改造を受け、敦賀港-新潟港-秋田港-苫小牧東港の寄港便へ配船されていたが、2017年3月13日の敦賀着で引退、僚船のフェリーしらかばも6月28日新潟着で引退した。
その後はインドネシアに売却され、MUTIARA BERKAH Iという船名で運航。2023年9月6日、インドネシアのジャワ島西部のメラク港で火災が発生、乗員乗客は全員避難したものの5名が病院に搬送された。

## 設備
船内はモダンな明るさを基調とし、船室は個室へのニーズを反映し1等以上の個室を大幅に増やし、またエラスティックマウントを用いて振動の軽減を図った。
船室
| クラス                      | ベッド種別 | 部屋数 | 定員               | 設備                                                                      |
| --------------------------- | ---------- | ------ | ------------------ | ------------------------------------------------------------------------- |
| スイートルーム              | ダブル     | 4室    | 2名                | バス・シャワートイレ・洗面所・テレビ・DVDデッキ・冷蔵庫・ロッカー・テラス |
| デラックスB （旧・特等）    | ツイン     | 24室   | 2名                | バス・シャワートイレ・洗面所・テレビ・ロッカー                            |
| デラックスB （旧・特等）    | 和室       | 4室    | 2名                | バス・シャワートイレ・洗面所・テレビ・ロッカー                            |
| ステートB （旧・1等）       | ツイン     | 29室   | 2名                | 洗面所・テレビ・ロッカー                                                  |
| ステートB （旧・1等）       | 2段ベッド  | 20室   | 4名                | 洗面所・テレビ・ロッカー                                                  |
| ステートB （旧・1等）       | 和室       | 20室   | 2名                | 洗面所・テレビ・ロッカー                                                  |
| ツーリストB （旧・2等寝台） | 2段ベッド  | 13室   | 24名×12室 42名×1室 | 荷物棚・更衣スペース                                                      |
| ツーリストJ （旧・2等）     | 和室       | 16室   | 18名               | 荷物棚・更衣スペース                                                      |
| ドライバー室                | ベッド     | 8室    | 6名                | サロン・荷物棚                                                            |

5階
- スイートルーム
- デラックスB
- ビデオシアター

4階
- ステートB
- グリル「RECTANGLE」
- レストラン「TRIANGLE」
- カフェラウンジ「OBILIQUE」
- フォワードサロン「cercle」
- 大浴場
- ジャグジー・サウナ
- スポーツルーム

3階
- ツーリストB/J
- ドライバー室
- スモーキングラウンジ「pentagone」
- チルドレンコーナー
- ゲームルーム
- ランドリー
- ショップ
- ビデオルーム
- ドライバー食堂・サロン